# Jana Drbohlavová
Jana Drbohlavová (Prága, 1940. november 22. – Prága, 2019. október 28.) cseh színésznő.

## Filmjei
Mozifilmek
- Život pro Jana Kaspara (1959)
- U nás v Mechové (1960)
- Orvos válaszúton (Všude žijí lidé) (1960)
- Milliók keringője (Valčík pro milión) (1961)
- Hány szó kell a szerelemhez? (Kolik slov stačí lásce?) (1962)
- Darázsfészek (Kohout plaší smrt) (1962)
- Komédia a kilinccsel (Komedie s Klikou) (1964)
- Bűntény a mulatóban (Zločin v šantánu) (1968)
- A szent bűnöző nő (Svatá hrísnice) (1970)
- Lány seprűnyélen (Dívka na koštěti) (1972)
- Na konci světa (1975)
- Végre megértjük egymást (Konečně si rozumíme) (1977)
- Valami van a levegőben (Neco je ve vzduchu) (1981)
- Tengerszem (Jako zajíci) (1982)
- Muž na drátě (1986)
- Simogasd meg a macska fülét (Pohlad kocce usi) (1986)

Tv-filmek
- Zapomenutý čert (1964)
- Poslední opona (1965)
- Dva šlechtici z Verony (1966)
- Vajíčko (1968)
- Kardinál Zabarella (1968)
- Charleyova teta (1969)
- Risánek úr visszatér (Návrat pana Rysánka) (1971)
- Mrtvý princ (1971)
- Kráska a zvíře (1971)
- Otevřený kruh (1973)
- Ženitba (1976)
- O líném Honzovi (1977)
- Mít tak holku na hlídání (1980)
- Den velkého ticha (1980)
- Az ördög sokat tud (Dábel ví hodne) (1983)
- O nejchytřejší princezně (1987)
- Utopím si ho sám (1989)
- O princi, který mel smulu (1989)
- Komu splouchá na maják (1992)
- Popel a pálenka (2001)

Tv-sorozatok
- Bakalári (1974, 1983, két epizódban)
- Arabela (1979, négy epizódban)
- Történetek a régi Prágából (Povídky malostranské) (1984, két epizódban)
- Mindenki tanköteles (My všichni školou povinní) (1984, egy epizódban)
- Arabela visszatér (Arabela se vrací) (1993, három epizódban)